# 真里谷城
真里谷城（まりやつじょう/まりがやつじょう）は、千葉県木更津市真里谷にあった日本の城（山城）。

## 概要
真里谷城址は房総丘陵の山中の周囲の峰々と比較しても高い位置（海抜161メートル）にあり、現在、木更津市立少年自然の家（キャンプ場）として利用されている。
上総武田氏の祖武田信長が築城したとされており、真里谷城と庁南城（長南町）を拠点として上総国一帯に勢力を広げ、真里谷武田氏の政治・軍事的拠点としての役割を果たすが、1590年（天正18年）の小田原征伐の際に廃城となる。

## 歴史・沿革
1456年（康正2年）当時上総国は上杉政憲の支配地であったとされ、これを敵視する古河公方足利成氏の命を受けた武田信長が上総国に進出する。信長は上総国進出の足がかりとして真里谷城と庁南城と併せて築城する。上総武田氏は真里谷城と庁南城を本拠地とし、下総国に対する備えとして椎津城、佐是城を、小櫃川流域支配のために中尾城、笹子城、久留里城、南部の里見氏に対する備えとして佐貫城、造海城といった支城を拡げていき、上総経営に着手していく。
その後、武田信長の孫の中でも真里谷城に本拠地を構える武田信興から姓を「真里谷」に改める。真里谷氏は真里谷信興から信勝、信清の3代の間に最盛期を迎え、真里谷信清（入道恕鑑）の代には対立する原氏が拠る小弓城を攻略し、足利義明を迎えて（小弓公方）、信清自身は「房総管領」を称するようになる。
真里谷信興から数えて4代目真里谷信隆の代に異母弟真里谷信応との間で内争が発生する。信隆の父である信清から家督を継いだのは庶子の信隆であったのだが、それからまもなく信清の正室が信応を生んだことにより家臣を巻き込んだ後継者問題が発生する。「嫡子である信応が家督を継ぐのが正当である」と考えた信応派の家臣は足利義明、一族の有力者である真里谷全方の支持を得て、信隆から家督を奪う事に成功し、真里谷城に入城する。家督を奪われた信隆は北条氏綱庇護の下、椎津城に逃れた後、武蔵国金沢に逃れる。1538年（天文7年）の第一次国府台合戦の結果、小弓公方方は敗北したことにより信応は失脚し信隆がふたたび真里谷氏当主に返り咲くが、一族の争乱を収める事が出来ず北条氏に臣従するような状況となり、真里谷氏は上総地方の支配力を失う。この一連の事件を契機に真里谷氏の拠点が真里谷城から椎津城に移ったとされている。以降、上総国は後北条氏と里見氏の係争地となる。
1590年（天正18年）小田原征伐にて真里谷城は豊臣勢に攻められ落城し、廃城となる。

## 構造

### 城の位置と性質
真里谷城址は房総丘陵のほぼ中央、小櫃川支流の武田川上流域にあり、JR馬来田駅より南東方向へ約5キロメートルほどの位置に存在する。城址周辺は、山々が連なっておりまさに天然の要塞といった様子が窺える。しかしその場所は山間部にあって、支配対象となりうる集落を形成するような平坦な土地が無く、農作物の生産拠点となる小櫃川や養老川流域からも外れており、その上交通の要所を抑えておらず、鎌倉街道など街道から外れた場所である事が確認できる。
そのような辺鄙な場所に真里谷城を築城した理由として、築城当時の武田氏の状況によるものと考えられている。武田氏は敵対する千葉氏とは異なり、古くからこの土地を支配していたのではなく外部からの侵略者という立場があり、外部だけでなく地元の豪族の動向にも気を配る必要がある。その事から常に内外からの襲撃に備える必要性があり、転じて敵の侵攻にも優位に働いてしまう交通の要所に拠点を置く事よりも敢えて平野部から少し奥にある山間部に拠点を置き、外部からの侵攻に備えたのだろうと思われる。また、この場所は小櫃川と養老川の両川流域の中間地点で小櫃川流域には約3キロメートル、養老川流域には約4.4キロメートルの位置にあり、必要に応じてこれら生産拠点へに進出が可能である。また、武田氏のもう一つの拠点である庁南城とは約12キロメートルの距離である。
上総武田氏は上総国のほぼ中間地点に当たるこの地に拠点を置き、支城との連携を密にする事で不測の事態にいつでも対応できるような領土経営を行ったと考えられる。
ただし、この真里谷城が武田氏の拠点であった真里谷城とは別の城であるとする見解がある。その説によれば、『快元僧都記』に登場する真里谷氏の内紛の際に信隆派が築かれた「新地」の城であるとして、より小櫃川に近い要害城を武田氏の真里谷城に比定する説がある。

### 城の構造

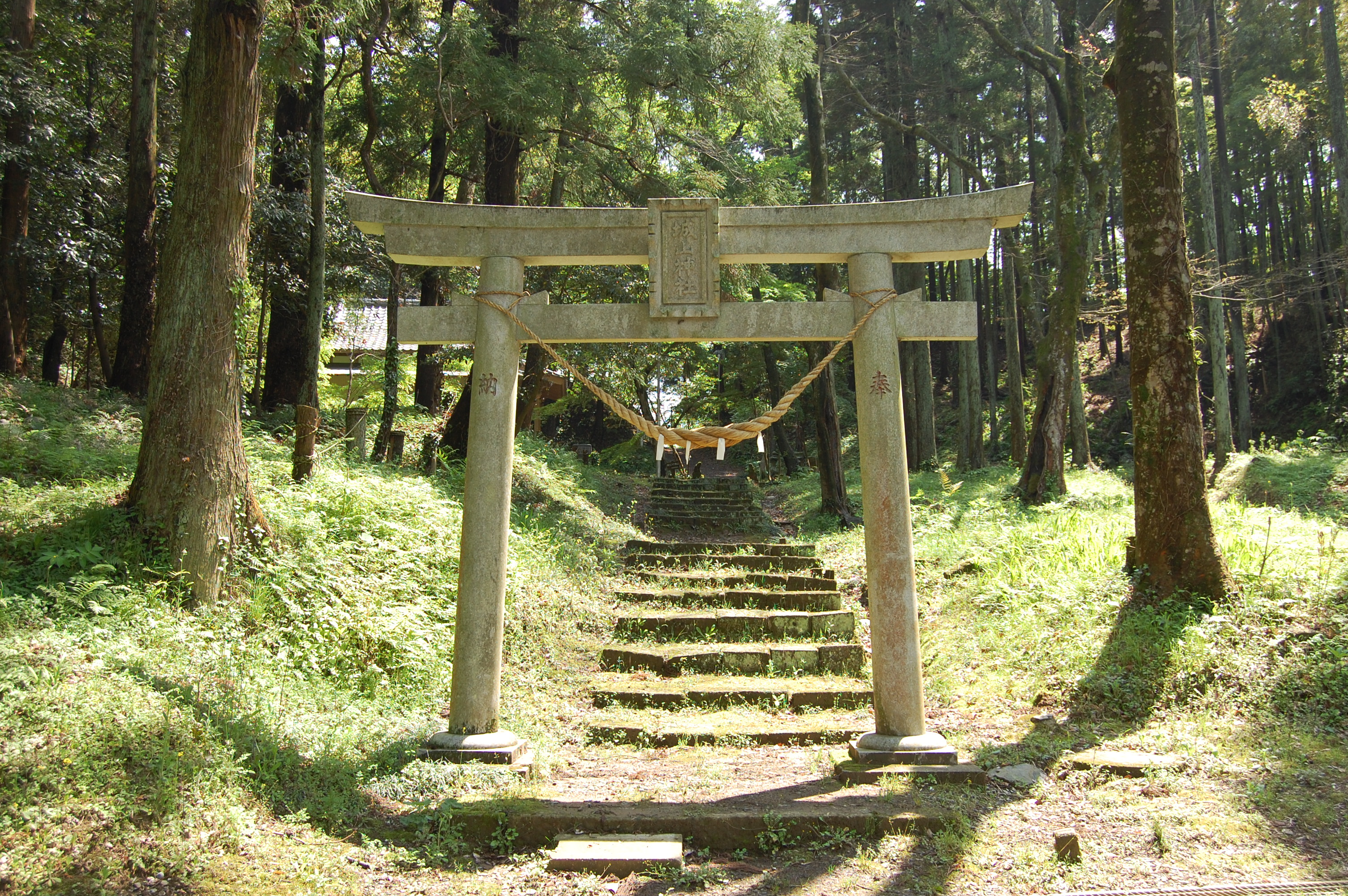
城山神社鳥居

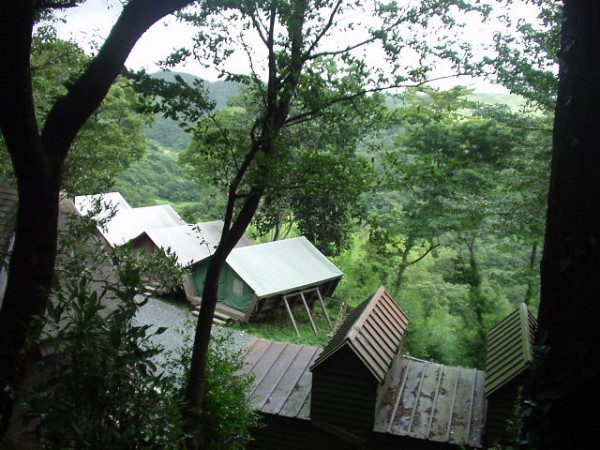
主郭東の腰曲輪北端（現、北キャンプ場）

真里谷城の構造は、房総丘陵の尾根上に築かれた丘陵城郭で、中世日本で見られる山城の特徴を持つ。日本国内が戦国時代に入るより前の時代の関東争乱期に築城され、戦国末期に登場する城と比較すると古いタイプの城郭である。城の規模は東西400メートル、南北700メートル程の規模で、縄張は多郭雑形形式で最南部に主郭があり、主郭から北西方向の尾根上に曲輪群が二の郭、三の郭、四の郭と展開されている。
主郭は城の最南部に位置し、通称「千畳敷」とも呼ばれる詰の曲輪と城山神社社地を主とし、その周囲を腰曲輪で囲んだ曲輪群で構成されている。千畳敷は主郭の中心位置にあたり、長方形型の東西50メートル、南北70メートル程度の広さの平坦な曲輪で、土塁で囲って防御性が高められている。特に東側には約7メートル程の高さの大土塁が設置されている。主郭北の土塁の下に城山神社が鎮座する。
二の郭は主尾根から南西方向に張り出した支尾根上に設けられており、主郭と二の郭は大堀切で隔てられている。さらに二の郭は堀切によって北東と南西の2つの曲輪に分断されている。この堀切は三の郭と大堀切とを結ぶ堀底道として使用されていたと考えられ、ここに主郭に入る手前の防御施設として木戸口を設置していたと考えられている。
三の郭は主尾根から西南西方向に張り出した支尾根上に設けられ、二の郭と三の郭、三の郭と四の郭との間は支谷で区切られている。三の郭は四の郭との中間にある支谷を登る大手道を防御する役割を有する。四の郭は城址の北端に位置し、出郭的なものであったと考えられる。